# Coenosia gigas
Coenosia gigas är en tvåvingeart som beskrevs av Becker 1909. Coenosia gigas ingår i släktet Coenosia och familjen husflugor.
Artens utbredningsområde är Kenya. Inga underarter finns listade i Catalogue of Life.